# Bahate, Novomoskovsk
Bahate (în ucraineană Багате) este localitatea de reședință a comunei Bahate din raionul Novomoskovsk, regiunea Dnipropetrovsk, Ucraina.

## Demografie
Componența lingvistică a localității Bahate
     Ucraineană (94,11%)
     Rusă (5,89%)
Conform recensământului din 2001, majoritatea populației localității Bahate era vorbitoare de ucraineană (94,11%), existând în minoritate și vorbitori de rusă (5,89%).